# Thea Frenssen

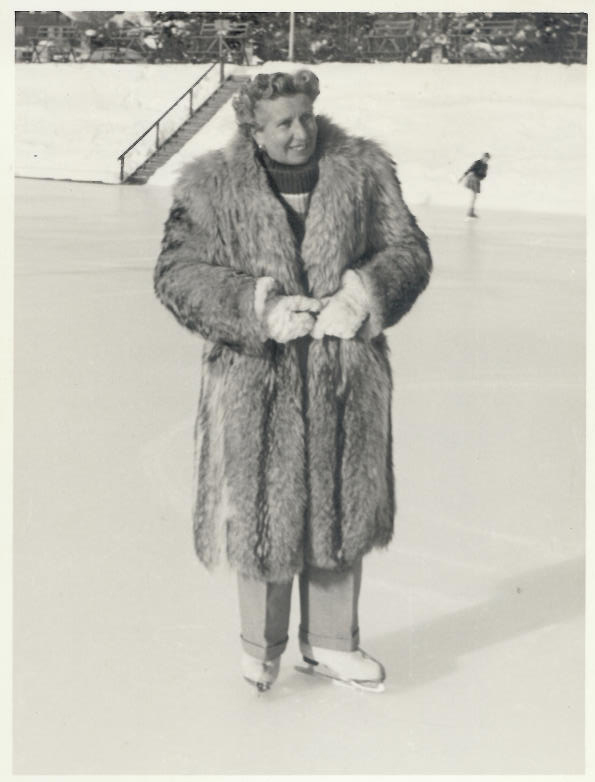
Thea Frenssen als Trainerin (1962)

Theodora Amalia Elsa Frenssen (* 1. Juni 1895 in Hamburg; † 6. Mai 1980 in Garmisch-Partenkirchen) war eine deutsche Eiskunstläuferin, die im Einzellauf und im Paarlauf startete.
Thea Frenssen wurde in den Jahren 1913, 1914, 1917 und 1918 deutsche Meisterin im Einzellauf der Damen (1915 und 1916 fanden keine Titelkämpfe statt). Zwei Mal nahm sie an Weltmeisterschaften teil. 1913 in Stockholm wurde sie Siebte und 1914 in St. Moritz belegte sie den vierten Platz. Während des Ersten Weltkriegs fanden keine Titelkämpfe statt, so dass ihr weitere gute Platzierungen bei Weltmeisterschaften verwehrt blieben.
Im Paarlauf trat Frenssen an der Seite von Julius Vogel an. Zusammen wurden sie 1913 und 1914 deutsche Vizemeister. Ihren einzigen gemeinsamen Auftritt bei Weltmeisterschaften beendeten sie 1914 auf dem vierten Platz.
Nach dem Zweiten Weltkrieg war Thea Frenssen Eiskunstlauftrainerin. Zu ihren Schülerinnen gehörten Gundi Busch, Ina Bauer und Erich Zeller.

## Ergebnisse
| Einzellauf                  | 1912 | 1913 | 1914 | 1915 | 1916 | 1917 | 1918 |
| Weltmeisterschaft           |      | 7.   | 4.   |      |      |      |      |
| Deutsche Meisterschaften    | 2.   | 1.   | 1.   |      |      | 1.   | 1.   |
|                             |      |      |      |      |      |      |      |
| Paarlauf (mit Julius Vogel) | 1912 | 1913 | 1914 | 1915 | 1916 | 1917 | 1918 |
| Weltmeisterschaft           |      |      | 4.   |      |      |      |      |
| Deutsche Meisterschaften    |      | 2.   | 2.   |      |      |      |      |